# Megalonyx
Megalonyx is een geslacht van uitgestorven zoogdieren en een bekende vertegenwoordiger van de grondluiaards, een geslacht van uitgestorven zoogdieren dat leefde tijdens het Plioceen en Pleistoceen.

## Beschrijving
Megalonyx was minder reusachtig dan verwanten als Eremotherium of Megatherium, maar nog steeds een groot dier: tweehonderdvijftig tot driehonderd centimeter lang, honderdzeventig centimeter hoog en een ton zwaar. Door zijn bescheidener omvang was Megalonyx kwetsbaarder voor roofdieren zoals sabeltandkatten en om zich te verdedigen had deze grondluiaard forse klauwen. De kop van deze soort was kort en breed met een stompe snuit. Van Alaska tot Colombia zijn resten van Megalonyx gevonden en deze grondluiaard was waarschijnlijk een bewoner van dichtbeboste gebieden. Een soort van dit geslacht (M. jeffersoni) is vernoemd naar Thomas Jefferson, president van de Verenigde Staten in het begin van de negentiende eeuw.

## Soort
- Megalonyx matthisi Hirschfeld & Webb 1963
- Megalonyx wheatleyi Cope 1871
- Megalonyx leptostomus Cope 1893
- Megalonyx jeffersonii Wistar 1822